# Drei-Anti- und Fünf-Anti-Bewegung

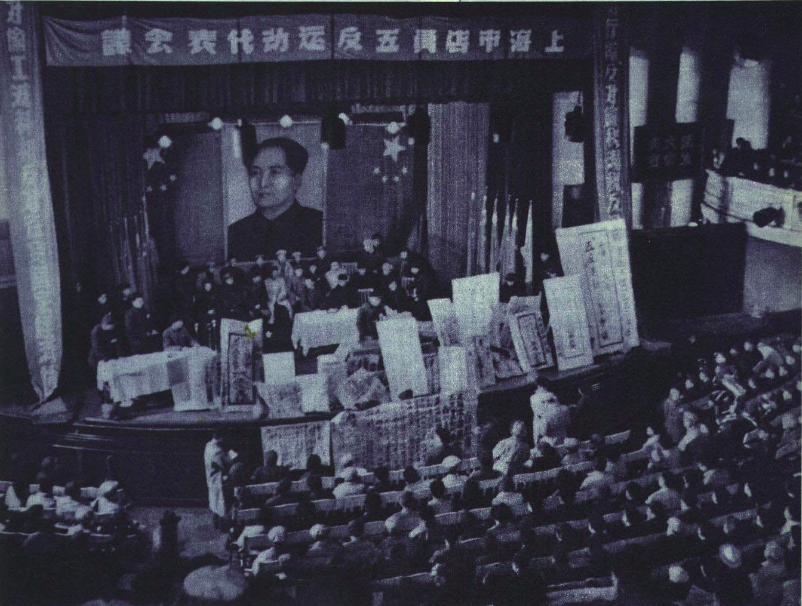
Eine Konferenz der Fünf-Anti-Bewegung in Shanghai (1952).

Die Drei-Anti- und Fünf-Anti-Bewegung (chinesisch 三反五反运动, Pinyin sānfǎn wǔfǎn yùndòng) war eine politische Bewegung, die Mao Zedong einige Jahre nach der Gründung der Volksrepublik China auslöste und von ihm auserkorene „Staatsfeinde“ eliminieren sollte.
Die Bewegung dauerte von Ende 1951 bis Oktober 1952. Die erklärten Ziele waren unter anderem die Beseitigung von Korruption, Bestechung und Verschwendung. Die Kommunistische Partei Chinas nannte die Kampagne einen Erfolg, der “das rechtswidrige Verhalten der Kapitalisten besiegt” habe und die Führung der Arbeiterklasse und der sozialistischen Wirtschaft gesichert hätte.
Die Kampagne entwickelte sich jedoch bald zu einer Reihe von Verfolgungen gegen Geschäftsleute, “Kapitalisten” und politische Gegner der Kommunistischen Partei in Städten. Die Kampagnen wirkten sich negativ auf die Wirtschaft von Großstädten wie Shanghai, Tianjin und Chongqing aus. Sie dienten der Durchsetzung einer sozialistischen Zentralverwaltungswirtschaft und damit der fast vollständigen Beseitigung der freien Marktwirtschaft in China.
Darüber hinaus begingen zahlreiche Geschäftsleute und ihre Familien Suizid. Allein in Shanghai töteten sich vom 25. Januar bis 1. April 1952 mindestens 876 Menschen selbst.

## Terminologie
Drei-Anti-Bewegung
- Korruption (贪污 / 貪污, tān wū)
- Verschwendung (浪费 / 浪費, làng fèi)
- Bürokratie (官僚主义 / 官僚主義, guān liáo zhǔ yì)

Fünf-Anti-Bewegung
- Bestechung (行贿 / 行賄, xíng huì)
- Diebstahl von Staatseigentum (盗骗国家财产 / 盜騙國家財產, dào piàn guó jiā cái chǎn)
- Steuerhinterziehung (偷税漏税 / 偷稅漏稅, tōu shuì lòu shuì)
- Betrug an Regierungsaufträgen (偷工减料 / 偷工減料, tōu gōng jiǎn liào)
- Diebstahl staatlicher Wirtschaftsinformationen (盗窃国家经济情报 / 盜竊國家經濟情報, dàoqiè guójiā jīngjì qíngbào).